# Liste der Kulturdenkmäler in Lückenburg
In der Liste der Kulturdenkmäler in Lückenburg sind alle Kulturdenkmäler der rheinland-pfälzischen Ortsgemeinde Lückenburg aufgeführt. Grundlage ist die Denkmalliste des Landes Rheinland-Pfalz (Stand: 10. August 2023).

## Einzeldenkmäler
| Bezeichnung | Lage                              | Baujahr | Beschreibung                 | Bild            |
| ----------- | --------------------------------- | ------- | ---------------------------- | --------------- |
| Glockenturm | Dorfstraße, gegenüber Nr. 36 Lage | 1853    | Glockenturm, bezeichnet 1853 | Fotos hochladen |